# Хамел, Миха
Миха Хамел (нидерл. Micha Hamel, 8 июля 1970, Амстердам) — нидерландский композитор, дирижёр, поэт.

## Биография
С 1986 брал частные уроки композиции и дирижёрского искусства, посещал мастер-классы Мортона Фельдмана и Джона Кейджа. В 1994 закончил Королевскую консерваторию по классу композиции и дирижирования. Стажировался в Тэнглвудском музыкальном центре у Марио Давидовски и Луи Андриссена. Выступал с крупными оркестрами Нидерландов, Италии, Ирландии и др. Дирижировал симфоническими и оперными сочинениями — от европейских романтиков (Бетховен, Шуберт, Берлиоз) до современных нидерландских композиторов (Корнелис де Бондт, Мишель ван дер Аа и др.), записал несколько дисков. В 2008 и 2009 был художественным директором Фестиваля нидерландской музыки в Амстердаме.

## Произведения

### Избранные музыкальные сочинения
- Corpus Hypercubus, кубистская ария по Сальвадору Дали (1989)
- Скрипичный концерт № 1 (1990, ред. 1998)
- The three strangers для магнитофонной ленты (1993)
- Where are you? для скрипки, альта и виолончели (1993)
- Ich lehre euch для кларнета и магнитофонной ленты, по Ницше (1993)
- Zwei Lieder на стихи Целана (1993)
- Кровавая свадьба для поющих актеров, фортепиано, гармонии и виолончели, по одноименной драме Лорки (1993)
- When you are old and grey для меццо-сопрано и баритона, на стихи Йейтса (1994)
- Персы для магнитофонной ленты, по Эсхилу (1994)
- Вакханки для двух томбонов, по Еврипиду (1995)
- Vertel, Medea vertel для поющих актеров, текст Паулины Мол по Еврипиду(1995)
- Hannes niet hoger, камерная опера (1996)
- Vijf Nederlandse liederen для баритона, виолончели и фортепиано (1996)
- Lied der Magd для голоса и фортепиано, на текст Томаса Бернхарда (1996)
- Drei Lieder для баритона, виолончели и фортепиано, на тексты Петера Альтенберга (1996)
- Trois Chansons для баритона, виолончели фортепиано, по Аполлинеру (1996, инструментовано для камерного оркестра — 2004)
- Агнес и Аксель, мюзикл (1997)
- Geestelijke Liederen для смешанного хора и оркестра, на стихи Хёйгенса (1997)
- Boedapest, zei ze для голоса и струнного квартета на текст Иво Михилса (1997)
- Verpoosd in schaduw, кантата для камерного оркестра и ансамбля (1997-1998)
- Symphony No. 1 — 1. Vuurdoop (1998)
- Het Piano Panorama, театральный концерт для трех пианистов и восьми актрис (2000)
- Symphony No. 1 — 4. Waak (2000)
- Symphony No. 1 — 2. Klok (2001)
- Symphony No. 1 — 3. Nagloed (2002)
- Memento Mori для оркестра и органа (2002)
- Triptyque для баритона и оркестра, на стихи Аполлинера (2002)
- Wiegelied для сопрано и фортепиано (2004)
- Белоснежка, трагическая оперетта в 3-х действиях, по роману Дональда Бартельма (2004-2007)
- Nous Deux на стихи Элюара (2004-2010)
- Romeo & Julia, двойной концерт для гобоя, трубы и оркестра (2005—2006)
- Zerline для тромбона и подготовленного фортепиано, по Г.Броху (2006)
- Sortie на стихи Рене Шара (2007)
- Schizophrenic Girl, мадригал для камерного хора (2007)
- Bomen для камерного хора, поэта и исполнительницы (2009—2010)
- Сонатина для трех саксофонов (2010)
- Requiem, ритуал для 12 исполнителей (2011—2012)
- Красное кимоно/ De rode kimono, по картинам Г. Х. Брейтнера (2012)

### Книги стихов
- Пересчитаны по одному/ Alle enen opgeteld (2004, Lucy B. en C.W. van der Hoogt-prijs)
- Небесные корни/ Luchtwortels (2006, номинация на Jo Peters Poëzieprijs)
- Теперь, когда ты спросил/ Nu je het vraagt (2010)